# دانشگاه فنی استانبول
دانشگاه فنی استانبول (به ترکی استانبولی: İstanbul Teknik Üniversitesi یا به‌طور معمول‌تر İTÜ یا Teknik Üniversite) یکی از دانشگاه‌های بین‌المللی ترکیه واقع در استانبول می‌باشد.
این دانشگاه سومین دانشگاه فنی قدیمی دنیا به‌شمار می‌رود که وقف علوم فنی مهندسی گشته.

## تاریخچه
از آن جا که این دانشگاه سومین دانشگاه فنی مهندسی دنیا از لحاظ سن به شمارمی‌رود، دارای یک تاریخچه پیچیده و طولانی می‌باشد. که به سال ۱۷۷۳ باز می‌گردد.
این دانشگاه برای اولین بار توسط سلطان مصطفی سوم به عنوان کالج سلطنتی مهندسی علوم دریایی
(devlet donanma muhendishanesi) پایه‌گذاری شد و به آموزش کشتی سازان و طراحان کشتی اختصاص داده شد. در سال ۱۷۹۵دامنه تدریس این دانشگاه جهت آموزش تکنیکی پرسنل ارتش و مدرنیزه کردن ارتش عثمانی افزایش یافت. در سال۱۸۴۶حیطه آموزشی این دانشگاه با افزودن بخش‌های آموزشی مربوط به علوم معماری گسترده‌تر شد. در طی سال‌های ۱۸۸۳و۱۹۰۹نام و شعاع آموزشی این دانشگاه باردیگر افزایش یافت و با افزودن دانشکده عمران برای ایجاد بستری مناسب جهت پیشرفت‌های سریع یک جامعه در حال توسعه این دانشگاه به دانشگاهی عمومی و ملی مبدل شد.
در سال ۱۹۲۸این مؤسسه آموزشی با تخصیص عنوان دانشگاه مهندسی حالتی رسمی به خود گرفته و به فعالیت‌های خود در هردو زمینه فنی و مهندسی و معماری ادامه داد و در سال ۱۹۴۴به دانشگاه فنی مهندسی استانبول تغییر یافت.در سال۱۹۴۶ این دانشگاه به همراه دانشکده‌های معماری، عمران، مکانیک و الکترونیک به یک سیستم دانشگاهی مستقل تبدیل شد.

## پردیس‌ها
دانشگاه فنی استانبول، دانشگاهی دولتی است. این داشگاه پنج پردیس دارد که هریک از آن‌ها در یکی از مناطق مهم استانبول واقع شده. پردیس «ماسلاک» (maslak) یکی از پنج پردیس این دانشگاه می‌باشد و پردیس اصلی این داشگاه به‌شمار می‌رود، که در حومه شهر به مساحتی بالغ بر ۲٫۶۴ کیلومتر مربع بنیان گشته. ساختمان ریاست دانشگاه به همراه استخر، خوابگاه‌های دانشجویی، اکثر دانشکده‌ها و کتابخانه مرکزی دانشگاه در این پردیس قرار دارند.
پردیس توزلا (tuzla)زمین دانشگاهی دیگری می‌باشد که در منطقه‌ای در حومه شهر به نام توزلا واقع است و به دانشجویان علوم دریایی و استادان آن‌ها اختصاص دارد و مملو از کارگاه‌های کشتی می‌باشد.
پردیس تاشکیشلا (taskisla) که در زمان عثمانی یکی از پادگان‌های ارتش بوده در منطقه تاشکیشلای استانبول بنا شده؛ ساختمان این دانشگاه یکی از مهم‌ترین بناهای تاریخی استانبول محسوب می‌شود.
دانشکده مهندسی مکانیک در پردیس گوموش سویو(gumus suyu)و دانشکده مدیریت، واقع در پردیس ماچکا(macka) بسیار به میدان تقسیم (taksim) استانبول نزدیک بوده و آن‌ها نیز از جمله بناهای تاریخی مهم استانبول محسوب می‌شوند.
زبان آموزشی در تمامی رشته‌های آموزشی به صورت ترکی و انگلیسی ارائه می‌شوند.

## کتابخانه اصلی مصطفی اینان
کتابخانه اصلی دانشگاه استانبول نزدیک به ۵۳۳ هزار جلد کتاب با مضامین مختلف و ۶۰۰۰ جلد کتاب کهن عثمانی را در خود جای داده‌است، همچنین این کتابخانه به پایگاه‌های داده متعدد و کتابخانه‌های دیگر نیز متصل می‌باشد. این کتابخانه بزرگترین مجموعه کتاب‌هاو مقالات آموزشی علوم پایه و مهندسی را در ترکیه دارد. این کتابخانه تاریخی، در سال ۱۷۹۶ ایجاد شده و در آن زمان به عنوان چاپخانه امپراتوری عثمانی محسوب می‌شد همچنین این کتابخانه وظیفه مدیریت ۵ کتابخانه دیگر این دانشگاه را بر عهده دارد.

## رآکتور هسته‌ای تریگا مارک ۲ و ابر رایانه
راکتور هسته‌ای تریگا مارک۲ در پردیس اصلی دانشگاه قرار دارد، و در مؤسسه انرژی واقع شده‌است که در آزمایش‌های هسته‌ای ار آن بهره‌برداری می‌شود.
پارک فناوری آری(ari techno police) که در پردیس آیازاغا (ayazaga) بنا شده، به شرکت‌های تجاری امکان استفاده از فناوری تولیدی و تحقیقاتی را ایجاد می‌کند.
مرکز رایانه ملی این دانشگاه که آن نیز در پردیس "آیازاغا قرار دارد، دارای یکی از سریع‌ترین ابررایانه‌های جهان می‌باشد و همچنین تنها مرکز رایانه با کارایی بالا ترکیه به‌شمار می‌آید. ابررایانه مورد استفاده در این مرکز رتبه ۲۳۹ را به خود تخصیص داده‌است.

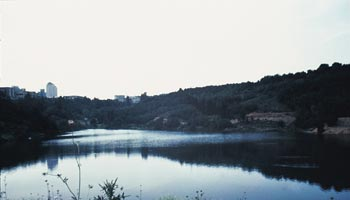
پردیس ایازاغا، دریاچه دانشگاه

## زندگی دانشجویان و امکانات
قرار گرفتن پردیس اصلی در حومه شهر این فرصت را ایجاد کرده تا امکانات ورزشی زیادی ساخته شود. ورزشگاه ایازاغا مرکز ورزشی دانشگاه فنی استانبول به‌شمار می‌آید. این ورزشگاه همچنین استادیوم ۳۵۰۰ نفری برای مسابقات بسکتبال و والیبال را در خود جای داده، مسابقات بسکتبال از مهم‌ترین مسابقات ورزشی این دانشگاه به‌شمار می‌آید، ولی تیم فوتبال این دانشگاه در لیگ آماتور ترکیه قرار دارد. همچنین این دانشگاه دارای باشگاه‌های متعددی مانند باشگاه‌های موسیقی و سینما دارد. دانشگاه فنی استانبول امکانات بسیاری جهت آسان‌سازی سفر دانشجویان این دانشگاه به کشورهای اروپایی ایجاد کرده‌است.
خوابگاه‌های دانشجویی این دانشگاه ظرفیت جای دهی به ۳۰۰۰ دانشجو را دارا می‌باشند.

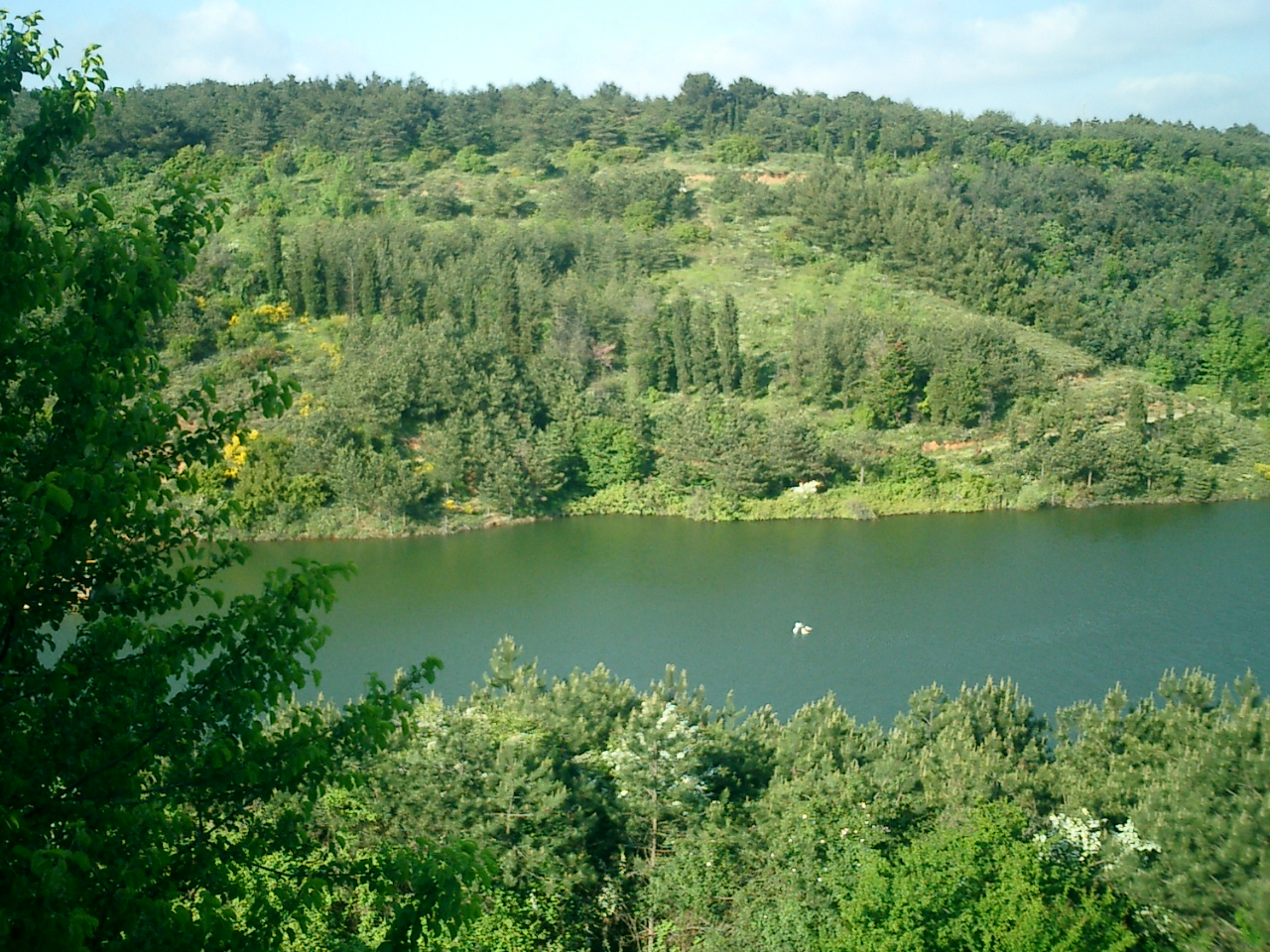
پردیس ایازاغا، دریاچه دانشگاه

## ساختار آموزشی
ساختار دانشکده‌ای این دانشگاه کاملاً منطبق بر انواع آمریکایی آن است. در این دانشگاه هریک از دانشکده‌ها مشتمل از چند دیپارتمنت مختلف و مجزا می‌باشند. همچنین تمامی دیپارتمنت‌های دانشگاه فنی استانبول توسط سازمان ABET (بنگاه ارزیابی آموزشی ایالات متحده آمریکا) مورد تایید می‌باشند. و دانشکده معماری این دانشگاه موفق به کسب گواهینامه NAAB شده‌است.
دانشکده مهندسی عمران:
- دپارتمان مهندسی عمران
- دپارتمان ژئودزی و نقشه‌برداری
- دپارتمان مهندسی محیط

دانشکده معماری
- دپارتمان معماری
- دپارتمان شهرسازی
- دپارتمان طراحی صنعتی
- دپارتمان معماری داخلی
- دپارتمان معماری فضای سبز

دانشکده مکانیک
- دپارتمان مهندسی مکانیک
- دپارتمان مهندسی ساخت و تولید

دانشکده الکترونیک
- دپارتمان مهندسی کامپیوتر
- دپارتمان مهندسی الکترونیک
- دپارتمان مهندسی کنترل سیستم‌ها
- دپارتمان مهندسی برق
- دپارتمان مهندسی پزشکی
- دپارتمان مهندسی علوم مخابراتی

دانشکده معدن
- دپارتمان مهندسی معدن
- دپارتمان مهندسی زمین شناسی
- دپارتمان مهنسی نفت و گاز
- دپارتمان مهندسی ژئوفیزیک

دانشکده شیمی و متالورژِ
- دپارتمان مهندسی شیمی
- دپارتمان مهندسی متالورژی و مواد
- دپارتمان مهندسی صنایع غذایی

دانشکده معماری دریایی
- دپارتمان طراحی دریایی
- دپارتمان مهندسی دریایی

دانشکده علوم پایه
- دپارتمان مهندسی ریاضی
- دپارتمان مهندسی فیزیک
- دپارتمان مهندسی ژنتیک
- دپارتمان علوم انسانی و اجتماعی

دانشکده علوم هوانوردی
- دپارتمان مهندسی هوانوردی
- دپارتمان مهندسی فضانوردی
- دپارتمان مهندسی هواشناسی

دانشکده مدیریت
- دپارتمان مهندسی مدیریت
- دپارتمان مهندسی صنایع

دانشکده نساجی'

## رتبه‌بندی
این دانشگاه در سال ۲۰۲۳ موفق شد تا رتبه ۵۰۰ تا ۱۰۰۰ را در میان دانشگاه‌های جهان کسب کند.